# Élections législatives de 1932 en Ille-et-Vilaine
Les élections législatives en Ille-et-Vilaine ont lieu les dimanches 1er mai 1932 et 8 mai 1932.
Elles ont pour but d'élire les 8 députés représentant le département à la Chambre des députés pour un mandat de quatre années.

## Élections partielles durant le précédent mandat

### 2ecirconscription de Rennes (sud) (30 octobre 1930)
Rennes-2 (sud) regroupe les cantons de Rennes-Sud-Ouest, Rennes-Sud-Est, Châteaugiron, Janzé et de Mordelles.
- François Guérault (Répub. de gauche), élu depuis 1928 est mort le 8 aout 1930.

| Candidats      | Candidats        | Étiquette           | Premier tour | Premier tour | Deuxième tour | Deuxième tour |
| Candidats      | Candidats        | Étiquette           | Voix         | %            | Voix          | %             |
| -------------- | ---------------- | ------------------- | ------------ | ------------ | ------------- | ------------- |
|                | Léon Thébault    | Ind. gauche-Radical | 6 234        | 39,37        | 9 157         | 57,97         |
|                | Charles Jacquard | Répub. nat-PDP      | 5 787        | 36,55        | 6 284         | 39,79         |
|                | Eugène Quessot   | SFIO                | 2 843        | 17,96        | 27            | 0,17          |
|                | Henry Noël       | Répub. de gauche    | 516          | 3,26         | 6             | 0,04          |
|                | Charles Manceau  | PC-SFIC             | 373          | 2,36         | 221           | 1,40          |
|                | René Arot        | Autonomiste bzh     | 81           | 0,51         | 98            | 0,62          |
|                |                  |                     |              |              |               |               |
| Inscrits       | Inscrits         | Inscrits            | 20 407       | 100,00       | 20 407        | 100,00        |
| Votants        | Votants          | Votants             | 16 090       | 78,85        | 16 097        | 78,88         |
| Abstention     | Abstention       | Abstention          | 4 317        | 21,15        | 4 310         | 21,12         |
| Blancs et nuls | Blancs et nuls   | Blancs et nuls      | 256          | 1,59         | 305           | 1,89          |
| Exprimés       | Exprimés         | Exprimés            | 15 834       | 98,41        | 15 792        | 98,11         |

## Mode de scrutin
On retourne au système en vigueur de 1889 à 1914. Seul changement, le ballotage a lieu une semaine après le premier tour et non deux comme précédemment. Depuis 1928, il y a un nouveau découpage pour les deux circonscriptions de Rennes, passant d'un découpage "ville-campagne" à un découpage "nord-sud".
L'élection se fait au scrutin d'arrondissement, soit un mode uninominal majoritaire à deux tours.
La circonscription pour l'élection est l'arrondissement.
Le scrutin est individuel, chaque arrondissement élisant un député. 
Les arrondissements qui ont plus de cent mille habitants sont divisés. Dans ce cas on élit un député par circonscription électorale.
L'article 18 précise qu'il faut réunir pour être élu au premier tour :
1. La majorité absolue des suffrages exprimés ;
2. Un nombre de suffrages égal au quart des électeurs inscrits.

Au deuxième tour la majorité relative suffit. En cas d'égalité c'est le plus âgé qui est élu.

## Députés sortants
| Députés | Députés           | Parti                                 | Fonctions lors de l'élection en 1932 |
| ------- | ----------------- | ------------------------------------- | --- |
|         | Léon Thébault     | Ind. gauche-Radical socialiste        | Conseiller général et maire de Janzé. Avocat à la Cour d'appel de Rennes. |
|         | Charles Guernier  | Gauche radicale                       | Ministre des Travaux publics et de la Marine marchande (Gvt Tardieu), ancien président du Conseil Général (1921-1924). Conseiller général de Cancale. Avocat, Professeur de Droit à l'Université de Lille. |
|         | Guy La Chambre    | Répub. de gauche-Ind. gauche          | Pas d'autres mandats. Ancien Avocat, ancien sous-chel de cabinet d'Aristide Briand (1921-1922). |
|         | Alphonse Barbot   | Répub. de gauche                      | Pas d'autres mandats. Mécanicien à Romillé. |
|         | Robert Bellanger  | Répub. de gauche                      | Pas d'autres mandats. Industriel à Paris. |
|         | Étienne Pinault   | Répub. nat-PDP                        | Ancien député (1906-1910), conseiller général de Rennes-Nord-Ouest, maire de Pacé. Propriétaire agricole, ancien attaché au Ministère de la Justice.                                                       |
|         | Alexandre Lefas * | Répub. nat                            | Président du Conseil Général, conseiller de Saint-Aubin-du-Cormier. Avocat, Professeur de Droit à l'Université de Lille, Propriétaire agricole.                                                            |
|         | Georges Bret *    | Républicain national-Action française | Conseiller général du Sel-de-Bretagne. Docteur en Droit, Propriétaire agricole. |

## Résultats par arrondissement

### Arrondissement de Fougères
Fougères regroupe tous les cantons de l'arrondissement.
| Candidats      | Candidats         | Étiquette          | Premier tour | Premier tour |
| Candidats      | Candidats         | Étiquette          | Voix         | %            |
| -------------- | ----------------- | ------------------ | ------------ | ------------ |
|                | Alexandre Lefas * | Répub. nat         | 10 095       | 51,18        |
|                | Joseph Fournier   | SFIO               | 4 267        | 21,63        |
|                | Henri Rebuffé     | Radical-socialiste | 4 231        | 21,45        |
|                | Joseph Harnois    | Répub. nat         | 839          | 4,25         |
|                | Aristide Mentec   | PC-SFIC            | 292          | 1,48         |
|                |                   |                    |              |              |
| Inscrits       | Inscrits          | Inscrits           | 22 626       | 100,00       |
| Votants        | Votants           | Votants            | 20 079       | 88,74        |
| Abstention     | Abstention        | Abstention         | 2 547        | 11,26        |
| Blancs et nuls | Blancs et nuls    | Blancs et nuls     | 355          | 1,77         |
| Exprimés       | Exprimés          | Exprimés           | 19 724       | 98,23        |

*sortant

### Arrondissement de Montfort
Montfort regroupe tous les cantons de l'ancien arrondissement.
| Candidats      | Candidats          | Étiquette              | Premier tour | Premier tour |
| Candidats      | Candidats          | Étiquette              | Voix         | %            |
| -------------- | ------------------ | ---------------------- | ------------ | ------------ |
|                | Alphonse Barbot    | Répub. de gauche       | 11 073       | 91,11        |
|                | Joseph Damy        | Républicain socialiste | 871          | 7,17         |
|                | Jean-Marie Dufrost | PC-SFIC                | 209          | 1,72         |
|                |                    |                        |              |              |
| Inscrits       | Inscrits           | Inscrits               | 14 417       | 100,00       |
| Votants        | Votants            | Votants                | 12 566       | 87,16        |
| Abstention     | Abstention         | Abstention             | 1 851        | 12,84        |
| Blancs et nuls | Blancs et nuls     | Blancs et nuls         | 413          | 3,29         |
| Exprimés       | Exprimés           | Exprimés               | 12 153       | 96,71        |

### Arrondissement de Redon
Redon regroupe tous les cantons de l'arrondissement.
| Candidats      | Candidats           | Étiquette                   | Premier tour | Premier tour |
| Candidats      | Candidats           | Étiquette                   | Voix         | %            |
| -------------- | ------------------- | --------------------------- | ------------ | ------------ |
|                | Georges Bret *      | Répub. nat-Action française | 10 873       | 64,60        |
|                | Jean-Marie Hautbois | Radical-socialiste-SFIO     | 4 219        | 25,07        |
|                | Julien Hattais      | Répub. nat                  | 1 409        | 8,37         |
|                | Charles Manceau     | PC-SFIC                     | 331          | 1,97         |
|                |                     |                             |              |              |
| Inscrits       | Inscrits            | Inscrits                    | 22 118       | 100,00       |
| Votants        | Votants             | Votants                     | 18 068       | 81,69        |
| Abstention     | Abstention          | Abstention                  | 4 050        | 18,31        |
| Blancs et nuls | Blancs et nuls      | Blancs et nuls              | 1 236        | 6,84         |
| Exprimés       | Exprimés            | Exprimés                    | 16 832       | 93,16        |

*sortant

### Arrondissement de Rennes

#### 1recirconscription
Rennes-1 (nord) regroupe les cantons de Rennes-Nord-Ouest, Rennes-Nord-Est, Hédé, Liffré, et de Saint-Aubin-d'Aubigné.
- Jacques Gonnon[8] se désiste pour le candidat radical au scrutin de ballotage.

| Candidats      | Candidats         | Étiquette                          | Premier tour | Premier tour | Deuxième tour | Deuxième tour |
| Candidats      | Candidats         | Étiquette                          | Voix         | %            | Voix          | %             |
| -------------- | ----------------- | ---------------------------------- | ------------ | ------------ | ------------- | ------------- |
|                | Étienne Pinault * | Répub. nat - Dém. pop              | 9 157        | 48,68        | 10 257        | 54,28         |
|                | Albert Aubry      | SFIO                               | 5 451        | 28,98        | 8 542         | 45,20         |
|                | François Château  | Radical ind. - Socialiste français | 3 922        | 20,85        |               |               |
|                | René Lenoir       | PC-SFIC                            | 276          | 1,47         | 98            | 0,52          |
|                | Eugène Le Barh    | Fasciste                           | 3            | 0,01         |               |               |
|                |                   |                                    |              |              |               |               |
| Inscrits       | Inscrits          | Inscrits                           | 22 891       | 100,00       | 22 891        | 100,00        |
| Votants        | Votants           | Votants                            | 19 190       | 83,83        | 19 216        | 83,95         |
| Abstention     | Abstention        | Abstention                         | 3 701        | 16,17        | 3 675         | 16,05         |
| Blancs et nuls | Blancs et nuls    | Blancs et nuls                     | 381          | 1,99         | 379           | 1,97          |
| Exprimés       | Exprimés          | Exprimés                           | 18 809       | 98,02        | 18 837        | 98,03         |

*sortant

#### 2ecirconscription
Rennes-2 (sud) regroupe les cantons de Rennes-Sud-Ouest, Rennes-Sud-Est, Châteaugiron, Janzé et de Mordelles.
| Candidats      | Candidats       | Étiquette                          | Premier tour | Premier tour | Deuxième tour | Deuxième tour |
| Candidats      | Candidats       | Étiquette                          | Voix         | %            | Voix          | %             |
| -------------- | --------------- | ---------------------------------- | ------------ | ------------ | ------------- | ------------- |
|                | Léon Thébault * | Ind. gauche- (sout. Rad. soc-SFIO) | 9 117        | 49,87        | 9 428         | 50,86         |
|                | François Joly   | Répub. de gauche                   | 8 309        | 45,45        | 8 974         | 48,41         |
|                | Jules Lorand    | URD-JP                             | 489          | 2,68         |               |               |
|                | Pierre Martin   | PC-SFIC                            | 367          | 2,01         | 134           | 0,72          |
|                |                 |                                    |              |              |               |               |
| Inscrits       | Inscrits        | Inscrits                           | 21 329       | 100,00       | 21 329        | 100,00        |
| Votants        | Votants         | Votants                            | 18 461       | 86,55        | 18 665        | 87,51         |
| Abstention     | Abstention      | Abstention                         | 2 868        | 13,45        | 2 664         | 12,49         |
| Blancs et nuls | Blancs et nuls  | Blancs et nuls                     | 179          | 0,97         | 129           | 0,69          |
| Exprimés       | Exprimés        | Exprimés                           | 18 282       | 99,03        | 18 536        | 99,31         |

*sortant

### Arrondissement de Saint-Malo

#### 1recirconscription
Saint-Malo-1 regroupe les cantons de Saint-Malo, Cancale, Dol-de-Bretagne, Pleine-Fougères.
| Candidats      | Candidats          | Étiquette                | Premier tour | Premier tour |
| Candidats      | Candidats          | Étiquette                | Voix         | %            |
| -------------- | ------------------ | ------------------------ | ------------ | ------------ |
|                | Charles Guernier * | Radical ind.             | 8 078        | 61,98        |
|                | Jacques Gonnon     | SFIO                     | 4 390        | 33,68        |
|                | Émile Guitton      | Radical-socialiste       | 293          | 2,25         |
|                | Pierre Donnio      | PC-SFIC                  | 272          | 2,09         |
|                | Pierre Bourgeain   | Socialiste collectiviste | 1            | 0,01         |
|                |                    |                          |              |              |
| Inscrits       | Inscrits           | Inscrits                 | 16 276       | 100,00       |
| Votants        | Votants            | Votants                  | 13 348       | 82,01        |
| Abstention     | Abstention         | Abstention               | 2 928        | 17,99        |
| Blancs et nuls | Blancs et nuls     | Blancs et nuls           | 314          | 2,35         |
| Exprimés       | Exprimés           | Exprimés                 | 13 034       | 97,65        |

*sortant

#### 2ecirconscription
Saint-Malo-2 regroupe les cantons de Châteauneuf-d'Ille-et-Vilaine, Combourg, Pleurtuit, Tinténiac et de Saint-Servan.
| Candidat       | Candidat          | Étiquette                | Premier tour | Premier tour |
| Candidat       | Candidat          | Étiquette                | Voix         | %            |
| -------------- | ----------------- | ------------------------ | ------------ | ------------ |
|                | Guy La Chambre *  | Ind. gauche-Radical ind. | 8 387        | 58,59        |
|                | Ernest Le Plénier | Répub. de gauche         | 2 961        | 20,68        |
|                | Patrick Surcouf   | Radical-socialiste       | 1 874        | 13,09        |
|                | Raymond André     | SFIO                     | 870          | 6,08         |
|                | François Bigot    | PC-SFIC                  | 159          | 1,11         |
|                | Raymond Pesnel    | Républicain socialiste   | 65           | 0,45         |
|                |                   |                          |              |              |
| Inscrits       | Inscrits          | Inscrits                 | 17 258       | 100,00       |
| Votants        | Votants           | Votants                  | 14 481       | 83,91        |
| Abstention     | Abstention        | Abstention               | 2 777        | 16,09        |
| Blancs et nuls | Blancs et nuls    | Blancs et nuls           | 165          | 1,14         |
| Exprimés       | Exprimés          | Exprimés                 | 14 316       | 98,66        |

*sortant

### Arrondissement de Vitré
Vitré regroupe tous les cantons de l'ancien arrondissement.
| Candidats      | Candidats                      | Étiquette                   | Premier tour | Premier tour | Deuxième tour | Deuxième tour |
| Candidats      | Candidats                      | Étiquette                   | Voix         | %            | Voix          | %             |
| -------------- | ------------------------------ | --------------------------- | ------------ | ------------ | ------------- | ------------- |
|                | Robert Bellanger *             | Répub. de gauche            | 7 767        | 47,42        | 7 765         | 47,73         |
|                | Hervé de Lyrot                 | Répub. nat-Action française | 7 096        | 43,53        | 8 315         | 51,11         |
|                | Olivier Le Gonidec de Traissan | Action française            | 1 355        | 8,31         |               |               |
|                | Charles Vioud                  | Républicain socialiste      | 54           | 0,33         |               |               |
|                | François Riffaud               | PC-SFIC                     | 28           | 0,17         | 6             | 0,04          |
|                | David Le Théo                  | Action française            | -            | -            | 183           | 1,13          |
|                |                                |                             |              |              |               |               |
| Inscrits       | Inscrits                       | Inscrits                    | 18 086       | 100,00       | 18 086        | 100,00        |
| Votants        | Votants                        | Votants                     | 16 616       | 91,87        | 16 811        | 92,95         |
| Abstention     | Abstention                     | Abstention                  | 1 470        | 8,13         | 1 275         | 7,05          |
| Blancs et nuls | Blancs et nuls                 | Blancs et nuls              | 316          | 1,90         | 542           | 3,22          |
| Exprimés       | Exprimés                       | Exprimés                    | 16 300       | 98,10        | 16 269        | 96,78         |

*sortant

## Députés élus
| Députés | Députés            | Parti                                 | Fonctions lors de l'élection en 1932 |
| ------- | ------------------ | ------------------------------------- | --- |
|         | Léon Thébault *    | Ind. gauche-Radical                   | Conseiller général et maire de Janzé. Avocat à la Cour d'appel de Rennes. |
|         | Guy La Chambre *   | Ind. gauche-Radical ind.              | Conseiller général de Dinard. Ancien Avocat, ancien sous-chel de cabinet d'Aristide Briand (1921-1922). |
|         | Charles Guernier * | Radical ind.                          | Ministre des Travaux publics et de la Marine marchande (Gvt Tardieu), ancien président du Conseil Général (1921-1924). Conseiller général de Cancale. Avocat, Professeur de Droit à l'Université de Lille. |
|         | Alphonse Barbot    | Répub. de gauche                      | Pas d'autres mandats. Mécanicien à Romillé. |
|         | Étienne Pinault *  | Répub. nat-PDP                        | Conseiller général de Rennes-Nord-Ouest, maire de Pacé. Propriétaire agricole, ancien attaché au Ministère de la Justice.                                                                                  |
|         | Alexandre Lefas *  | Répub. nat                            | Ancien président du Conseil Général (1924-1928), conseiller de Saint-Aubin-du-Cormier. Avocat, ancien Professeur de Droit à l'Université de Lille, Propriétaire agricole.                                  |
|         | Hervé de Lyrot     | Répub. nat-Centre républicain         | Pas d'autres mandats. Propriétaire agricole, Banquier. |
|         | Georges Bret *     | Républicain national-Action française | Conseiller général du Sel-de-Bretagne. Docteur en Droit, Propriétaire agricole. |